# FAT
File Allocation Table (FAT) er et filsystem, som blev udviklet til MS-DOS, og som er det primære filsystem under tidligere versioner af Microsoft Windows til og med Windows Me.  
Alle større operativsystemer kan håndtere FAT, hvilket gør det til et fremragende til at udveksle data via flytbare diske. 
Grænsen for filstørrelse er på alle FAT-systemer: 4 GB (minus 1 byte). 
Der findes flere varianter af FAT. De varierer efter størrelsen af FAT-datastrukturen, efter hvilken systemerne er opkaldt: 12 -, 16 – eller 32-bit adressering benævnes FAT12, FAT16 og FAT32. De kan således håndtere partitioner på henholdsvis 32 MB, 2 GB og 2 TB. Dog kan man med clusters øge størrelserne. Hvor den oprindelige DOS-FAT kun tillod filnavne på 8 tegn plus 3 tegn til at angive filtypen (8.3 filnavne), understøtter VFAT-versionen ("Virtual FAT") lange filnavne.
En særlig Linux FAT-version, som tillader lange filnavn system, kendt som umsdos, understøtter Linux-funktioner , så man  kan installere Linux på en FAT-partition. Dette er dog ikke en praksis, som  anbefales til almindelig brug. men kan bruges til at redde FAT-partitioner i nødhjælpssituationer, eller til at afprøve Linux på et Windows-system. Hvis man ønsker en mere permanent kobling mellem Linux operativsystem og Microsoft Windows filsystemer (og omvendt), kan man med fordel anvende fil- og printerhåndteringsprogrammet Samba.
| Operativsystem | Spire Denne artikel relateret til styresystemer er en spire som bør udbygges. Du er velkommen til at hjælpe Wikipedia ved at udvide den. |